# Onsen-tamago
Onsen-tamago du japonais 温泉卵 [おんせんたまご] avec 温泉 (onsen) la source chaude et 卵 (tamago) œuf, littéralement œuf de source chaude est un œuf entre dur et mollet cuit dans une eau thermale ou dans la vapeur d'une source thermale chaude mais en dessous du point d'ébullition.
Le même terme s'emploie pour la coagulation des œufs dans un liquide à basse température, spécialité japonaise d'œufs au jaune collant et au blanc très peu cuit, voir cru.

## Dénomination
温度卵 [おんどたまご] (ondo tamago) œuf de température, 温玉 (ontama) sont synonymes. L'expression recouvre: 
- les 温泉てつくられた固ゆでのゆで卵 (Onsente tsukura reta katayude no yu de tamago) œufs durs préparés dans des sources chaudes,
- les 黄身が固自身のやわらかいゆで卵 (Kimi ga kata jishin no yawarakai yu de tamago) œufs à la coque avec un jaune solide. Le Japonais pour les nuls (2004) traduit onsen tamago par œuf à la coque[1]
- les 弱火で卵を茹でる (Yowabi de tamago o yuderu) œufs bouillis à feu doux[2], œufs cuits à basse température.

Autrement dit le terme s'emploi pour les œufs cuits dans leurs coquilles ou parfois pochés sans la coquille, dans une eau ou un bouillon qui ne sont pas bouillants. La question de la température de l'eau oblige à distinguer la 温泉地熱料理 (Onsen chinetsu ryōri) cuisson dans les sources chaudes géothermiques, eaux qui sont à plus de 80 °C, et la cuisson à température contrôlée entre 65 et 70 °C = 149 et 158 °F. La différence de température de coagulation du jaune d'œuf (environ 70 °C) inférieure à celle du blanc (environ 80 °C) permet d'obtenir un jaune durci et un blanc qui doit devenir opalescent encore gélatineux. Inversement à l'œuf à la coque mollet dont le blanc est pris et le jaune liquide et chaud.
Onsen tamago est employé en français, en anglais, en allemand, en espagnol. En thaï on dit œuf d'onsen ไข่อนเซ็ง. Mise à part la mention en 1941 dans Gourmet d'un personnage de bande dessinée japonaise nommé onsen tamago, le terme ne se mondialise qu'au XXIe siècle.

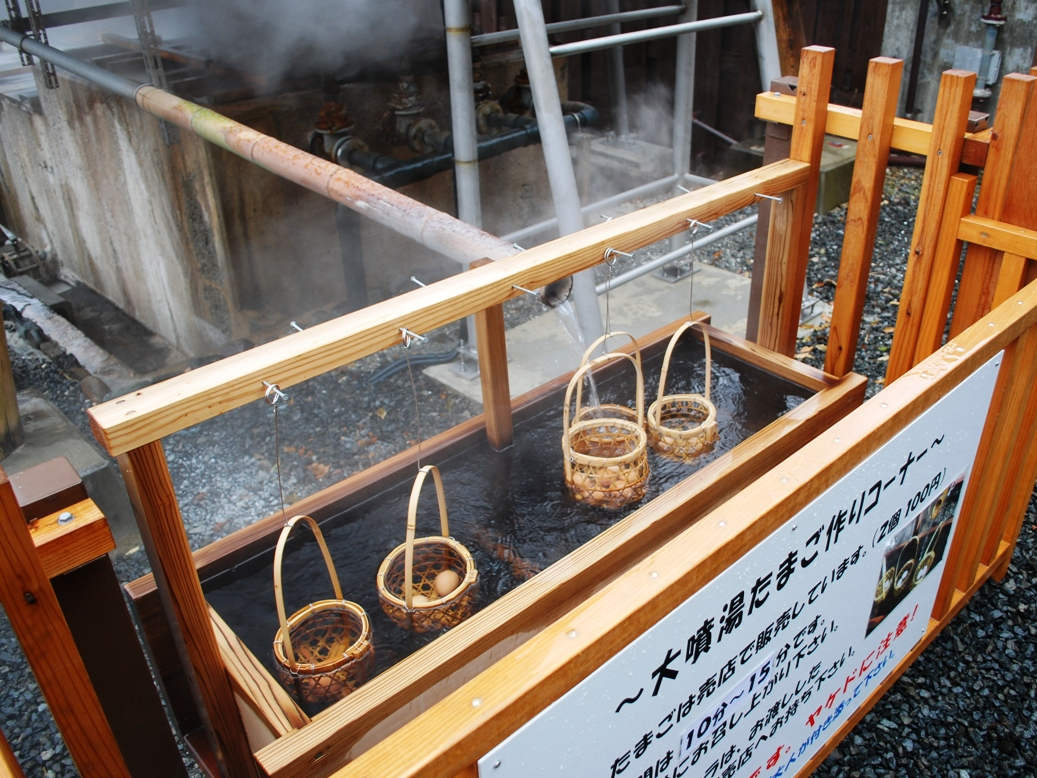
Cuisson des œufs à Kawazu, Onsen au parc Dai funto

## Cuisson

### Les sources chaudes
Les œufs y sont cuits mollets ou durs. Au Japon, dans la source 荒湯 (Ara yu) de Yumura Onsen à Osaki, préfecture de Miyagi qui est à 98 °C les œufs de source chaude sont prêts en 10 min. On dit que dans la source chaude de Yunomine-onsem (Préfecture de Wakayama), la plus anciennement connue du Japon, à une centaine de mètres du bain de Tsuboyu, les promeneurs font cuire des œufs 13 min dans un bassin à 92 °C. «Les blancs sont durs à point et le jaune délicatement saisi» écrit le Guide Hachette. À Ischia en Italie, dans la Cava Petrelle, l'uovo sodo a fior di sabbia, est cuit dur dans la fumerolle. Au parc de Qingshui à Taïwan c'est dans des paniers en bambou suspendus par de longues anses que les œufs sont plongés dans l'eau à 95 °C.

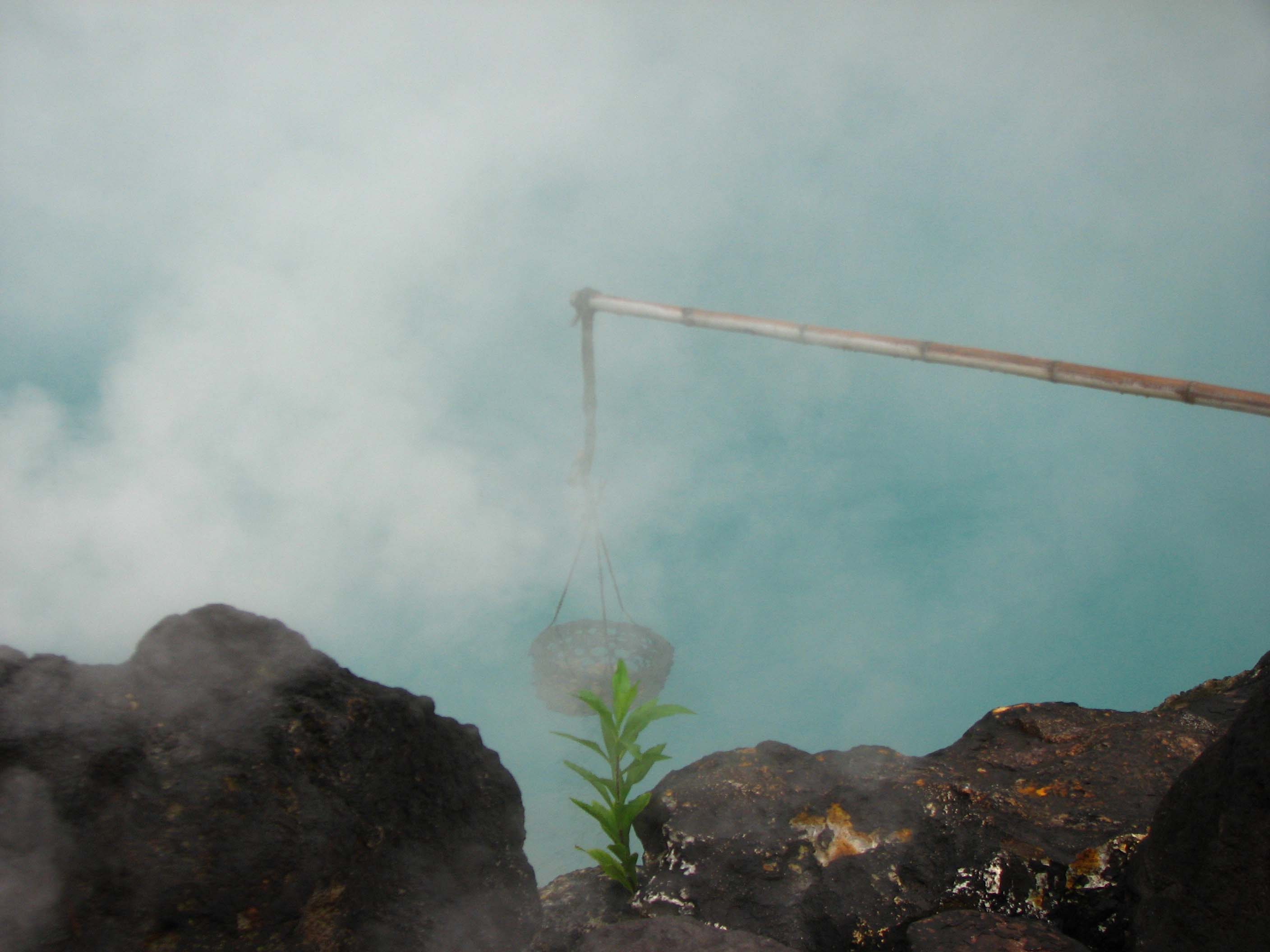
Cuisson à la vapeur près d'Oita

À Unzen Onsen (Jigoku) les œufs sont cuits à la coque à la vapeur de la source. Maurice Lelong note que ces œufs (en France à Allevard-les-Bains, à Challes-les-eaux, à Eaux-bonne) exhalent un relent d'hydrogène sulfuré.

### La basse température
Les onsen tamago usuels ne sont pas cuits dans des eaux géothermales chaudes mais à basse température. Ils cuisent 20 à 25 min dans un liquide maintenu entre 65 et 70 °C, le degré de cuisson dépend de la durée de séjour dans l'eau. Les cuiseurs à riz en mode "maintient au chaud" sont entre 65 et 70 °C, ils sont utilisés pour la cuisson des œufs de source chaude.
L'œuf de source chaude se distingue de l'œuf cru par la fixité du jaune qui est coagulé avec la chalaze qui l'entoure, et par un début de coagulation de l'albumine du blanc; ainsi quand on le casse il ne s'étale pas et le jaune n'éclate pas.

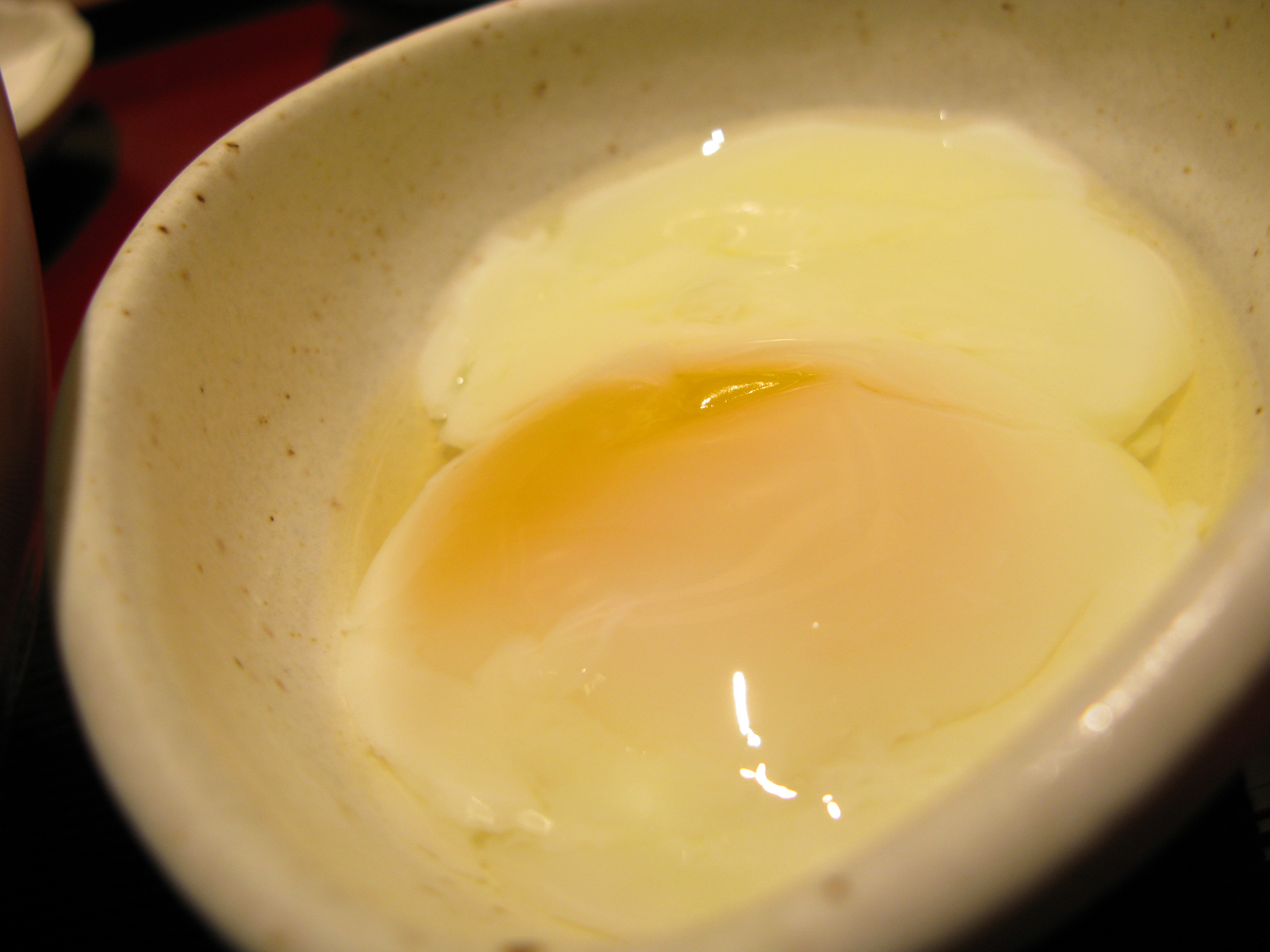
Le jaune n'est plus coulant, le blanc voilé n'est plus liquide mais pas encore solide

L'œuf de source chaude 30 min dans l'eau chaude à 68 °C = 154,5 °F est la version canonique (68 °C pendant 20 min est normalisé). Avec 30 min à 63 ou 65 °C le jaune reste liquide et pour la même durée à 68 ou 70 °C le jaune devient plus ferme et collant. Ces températures sont supérieures à la cuisson de l'œuf parfait ou à basse température: 1 h à 64 °C. On trouve souvent la cuisson 13 min dans un liquide à 75 °C. L'œuf est ensuite cassé dans un bouillon.
Shigeko Nakamura (2006) cuit son œuf à température ambiante dans une eau chauffée à 80 °C versée dans une tasse qu'elle couvre et laisse reposer 30 min de sorte que la température descend lentement vers 65 °C. Elle le casse ensuite dans un bouillon de dashi auquel elle ajoute du zeste de yuzu vert râpé. Une amusante publication japonaise montre qu'il faut entre 50 et 60 min pour cuire de onsen-tamago dans l'air d'un sauna entre 70 et 80 °C, l'auteur réussit mieux les œufs dans l'air chaud que dans l'eau chauffée par le sauna. 
Pour la cuisson sous forme de pochage, sans la coquille, l'œuf est cassé dans l'eau chaude. Cette méthode s'applique pour la cuisson au four micro-onde .

### Le liquide

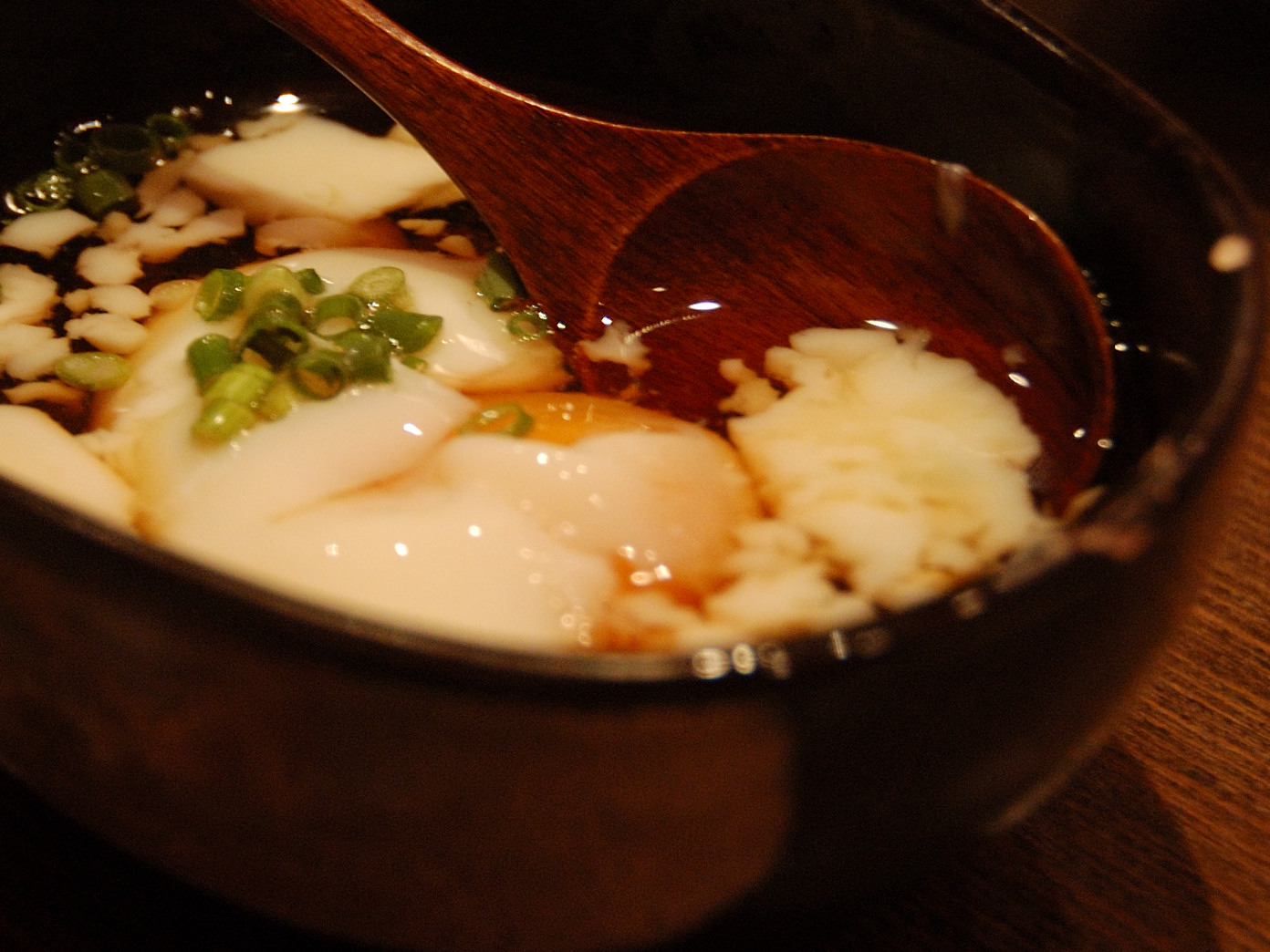
Servi dans un bouillon

Les onsen-tamago sont servis cassés dans un bouillon, habituellement à base de dashi et qui peut être enrichi de mirin, de sauce soja avec des verts d'oignon nouveau, et aussi avec des pates (ramen) au bouillon, les soupes. On peut les servir froids dans la mesure où l'onsen-tamago cuit se conserve bien deux jours au réfrigérateur après cuisson à basse température.

## Cuisine mondialisée
Les œufs de source chaude ont inspiré les chefs créatifs. L'onsen tamago de Christian Lohse est frit après cuisson basse température. En Espagne, Flor de huevo (fleur d'œuf) est un œuf cassé dans un film de cuisson puis poché. La recette appartient à la révolution de la cuisine espagnole, ils sont servis dans des crèmes d'artichaut, de petits pois, etc. à la crème de fromage (Martín Berasategui) à la manière japonaise.

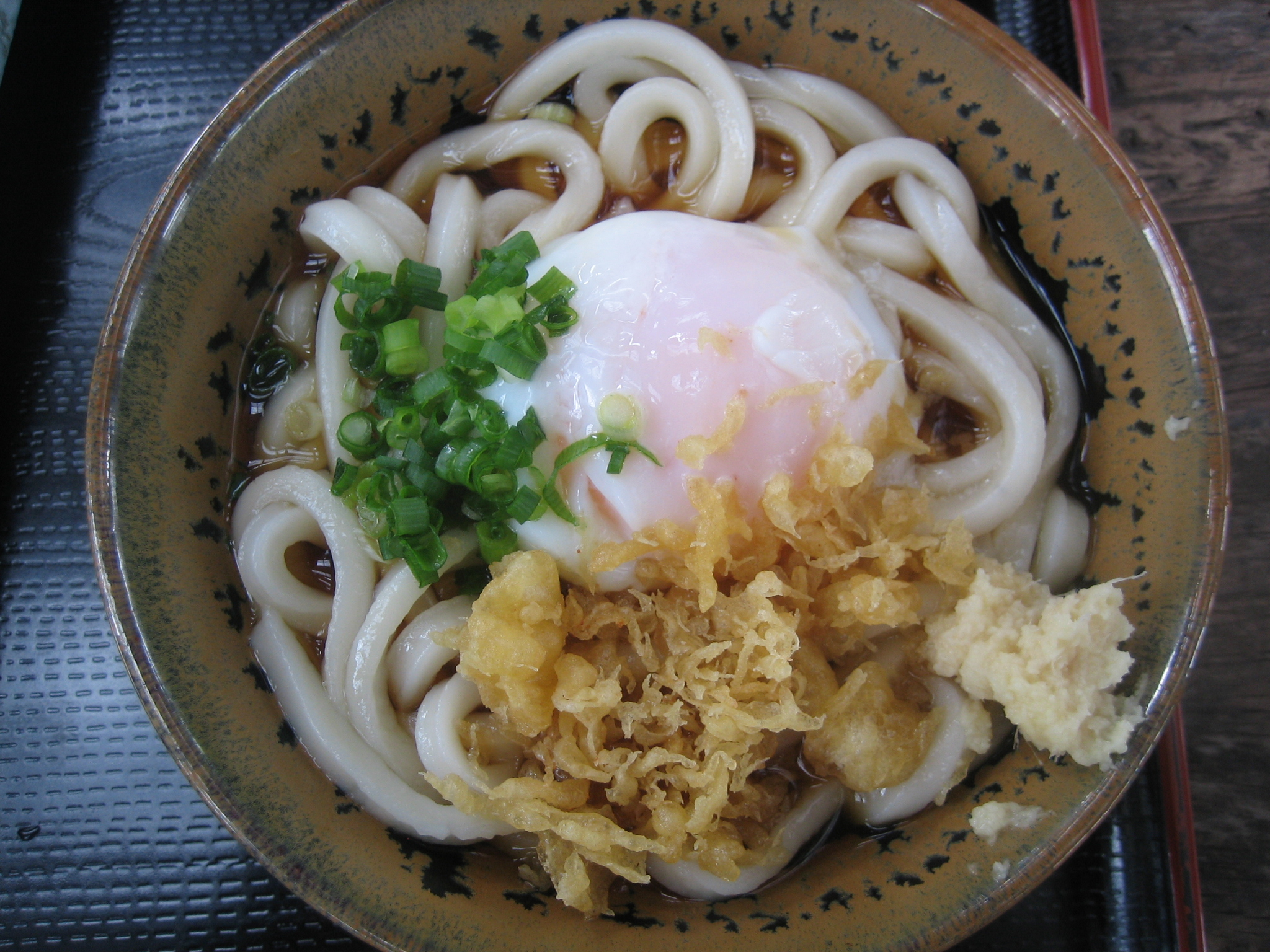
sur des udon.
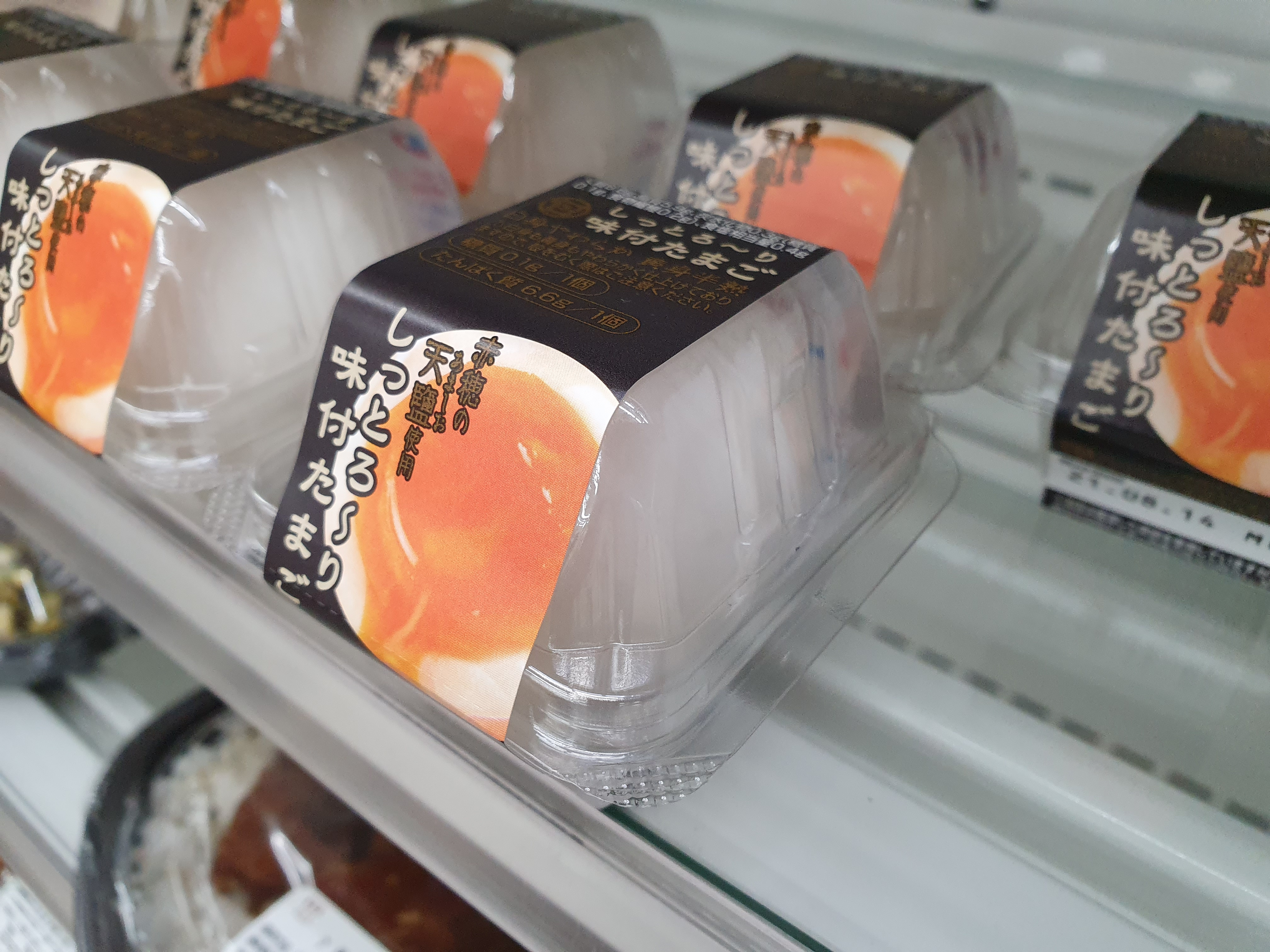
vendus réfrigérés dans un supermarché
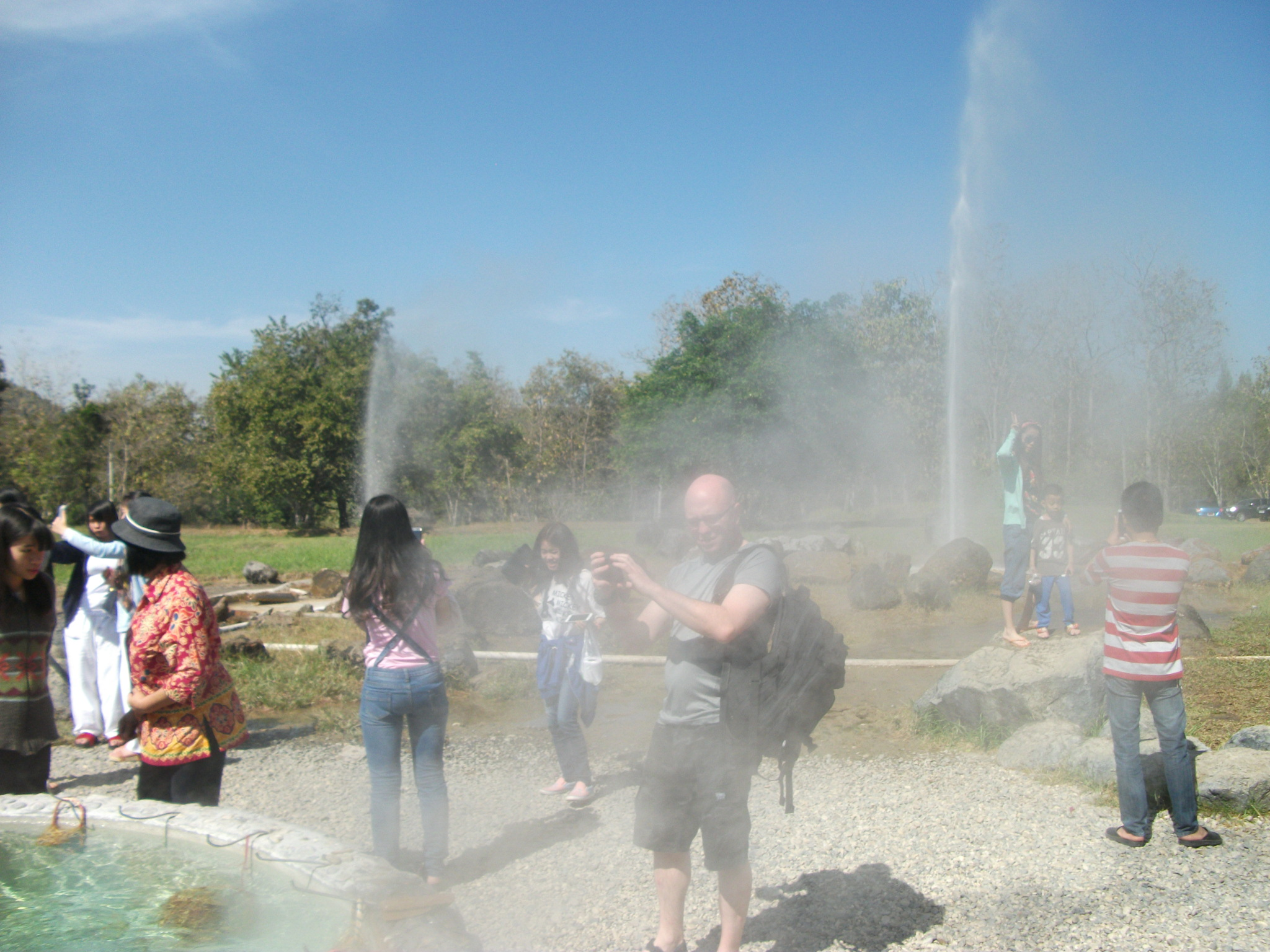
Geyser de la source chaude de San Kamphaeng et ses oeufs
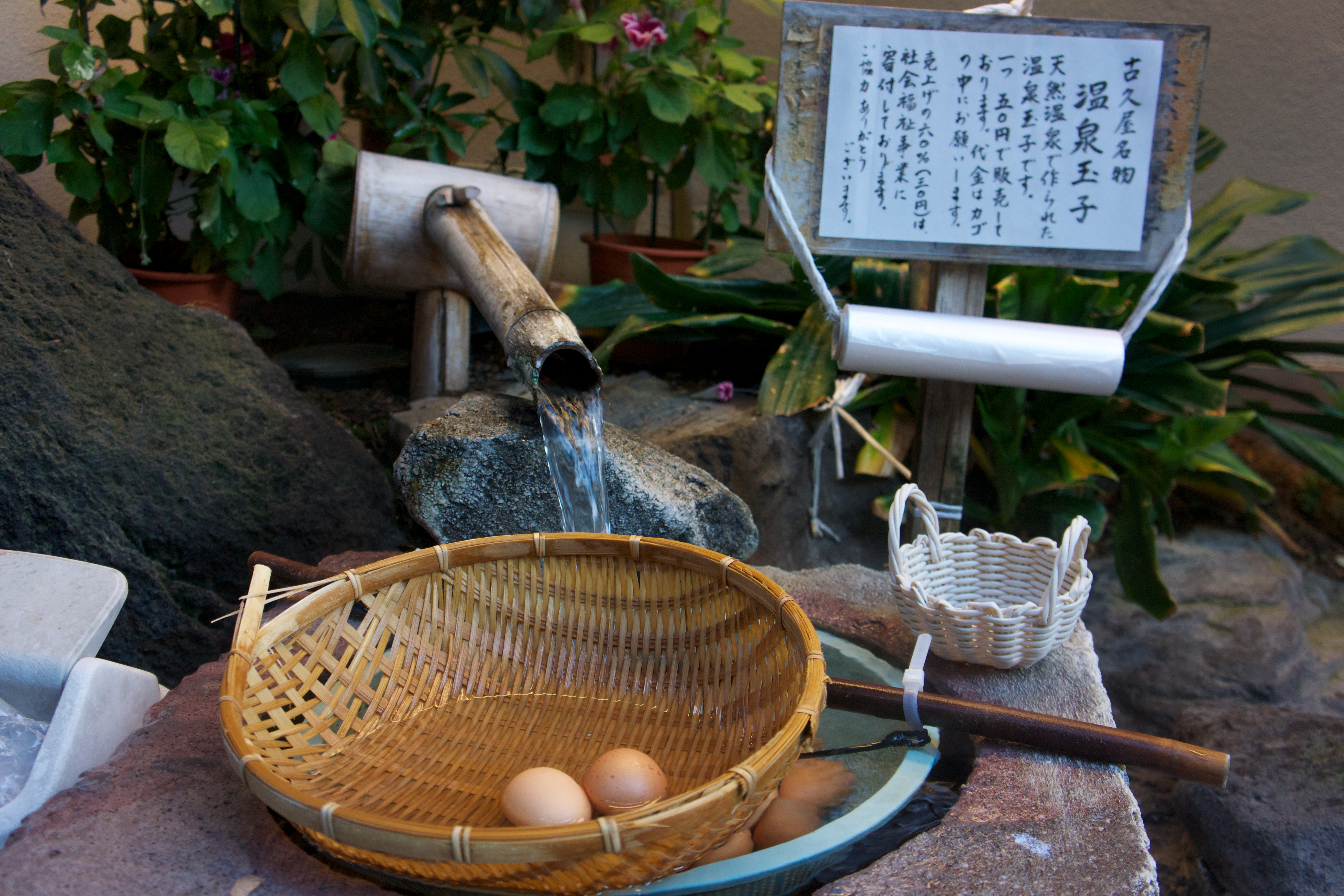
libre service - mettre la monnaie dans le panier blanc.